# Empis matabele
Empis matabele är en tvåvingeart som beskrevs av Smith 1969. Empis matabele ingår i släktet Empis och familjen dansflugor. Inga underarter finns listade i Catalogue of Life.